# Pari rappresentanti d'Irlanda

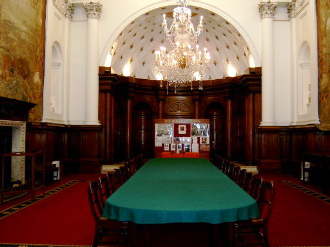
La stanza della Camera dei lord d'Irlanda era il luogo dove si tennero le prime elezioni dei pari rappresentanti irlandesi.

Quella che segue è una lista dei pari rappresentanti eletti dalla Parìa d'Irlanda a sedere nella Camera dei lord britannica.

## Elenco dei pari rappresentanti irlandesi

### 1800–1850

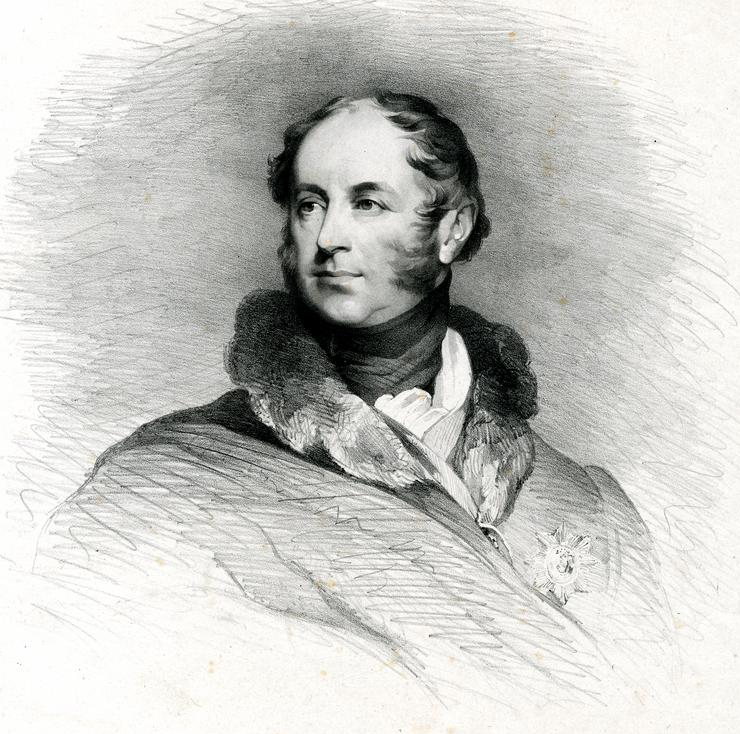
Il II conte di Enniskillen, pari rappresentante irlandese dal 1804 al 1840.

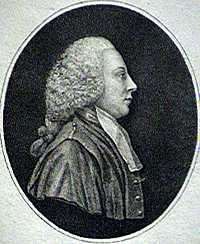
Il II conte di Caledon, pari rappresentante irlandese dal 1804 al 1839.

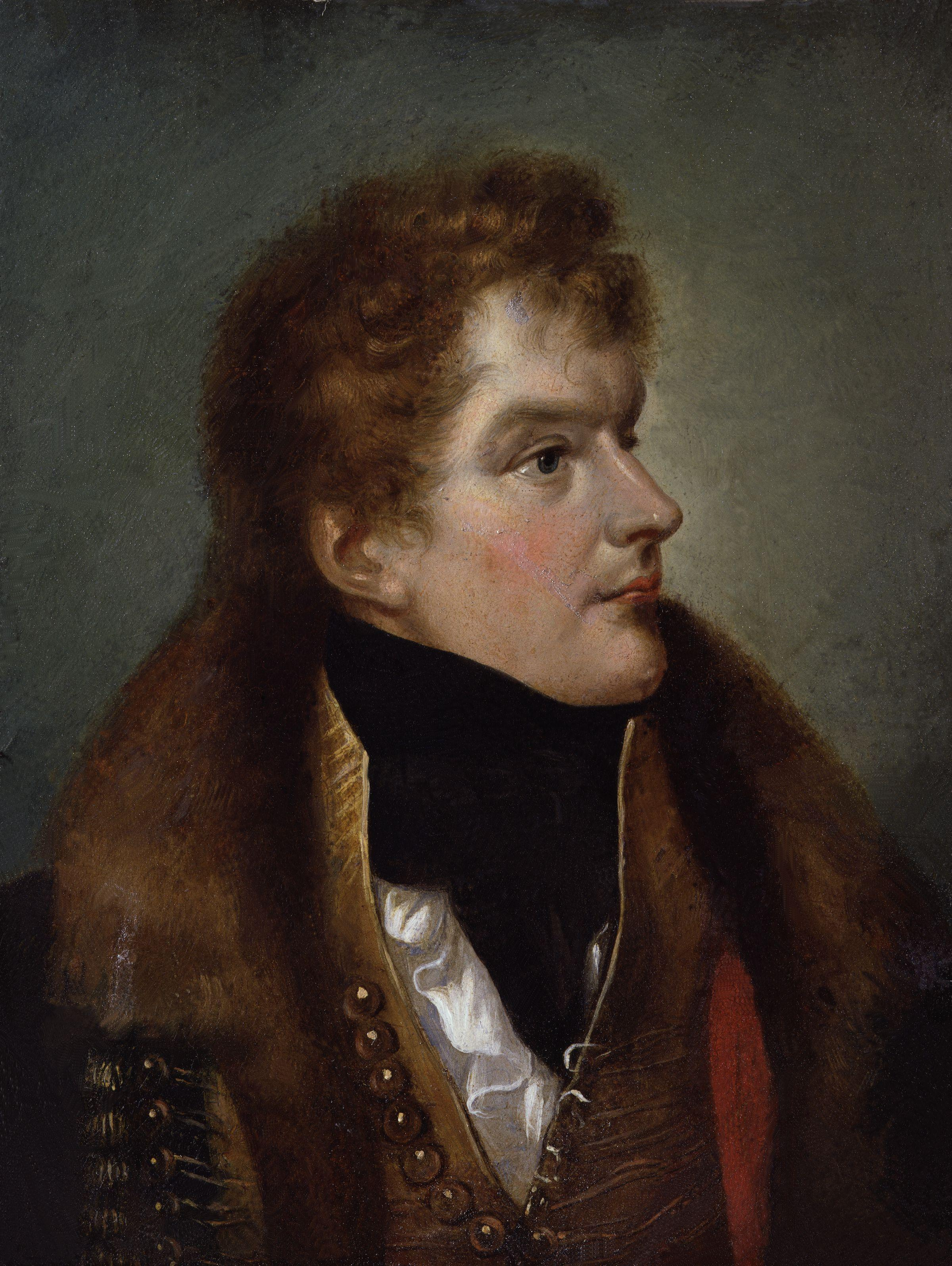
Il I conte di Blessington, pari rappresentante irlandese dal 1809 al 1829.

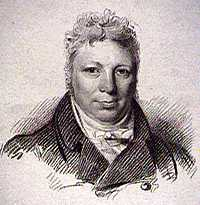
Il II conte di Rosse, pari rappresentante irlandese dal 1809 al 1841.

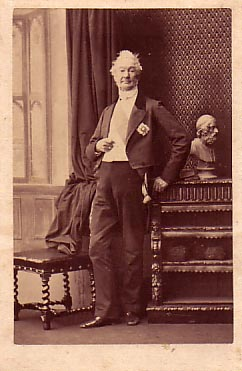
Il II lord Downes, pari rappresentante irlandese dal 1833 al 1863.

Il III conte di Rosse, pari rappresentante irlandese dal 1845 al 1863.

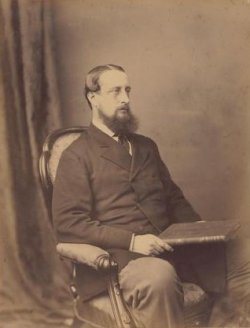
Il IV conte Belmore, pari rappresentante irlandese dal 1857 al 1913.

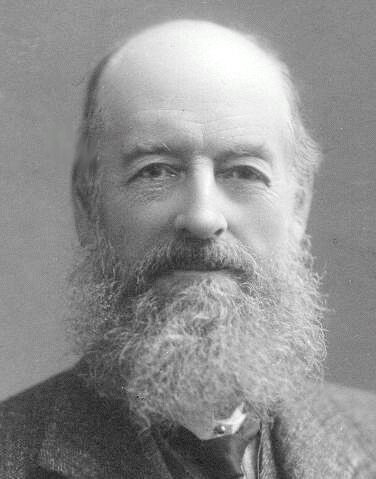
Il IV conte di Rosse, pari rappresentante irlandese dal 1868 al 1908.

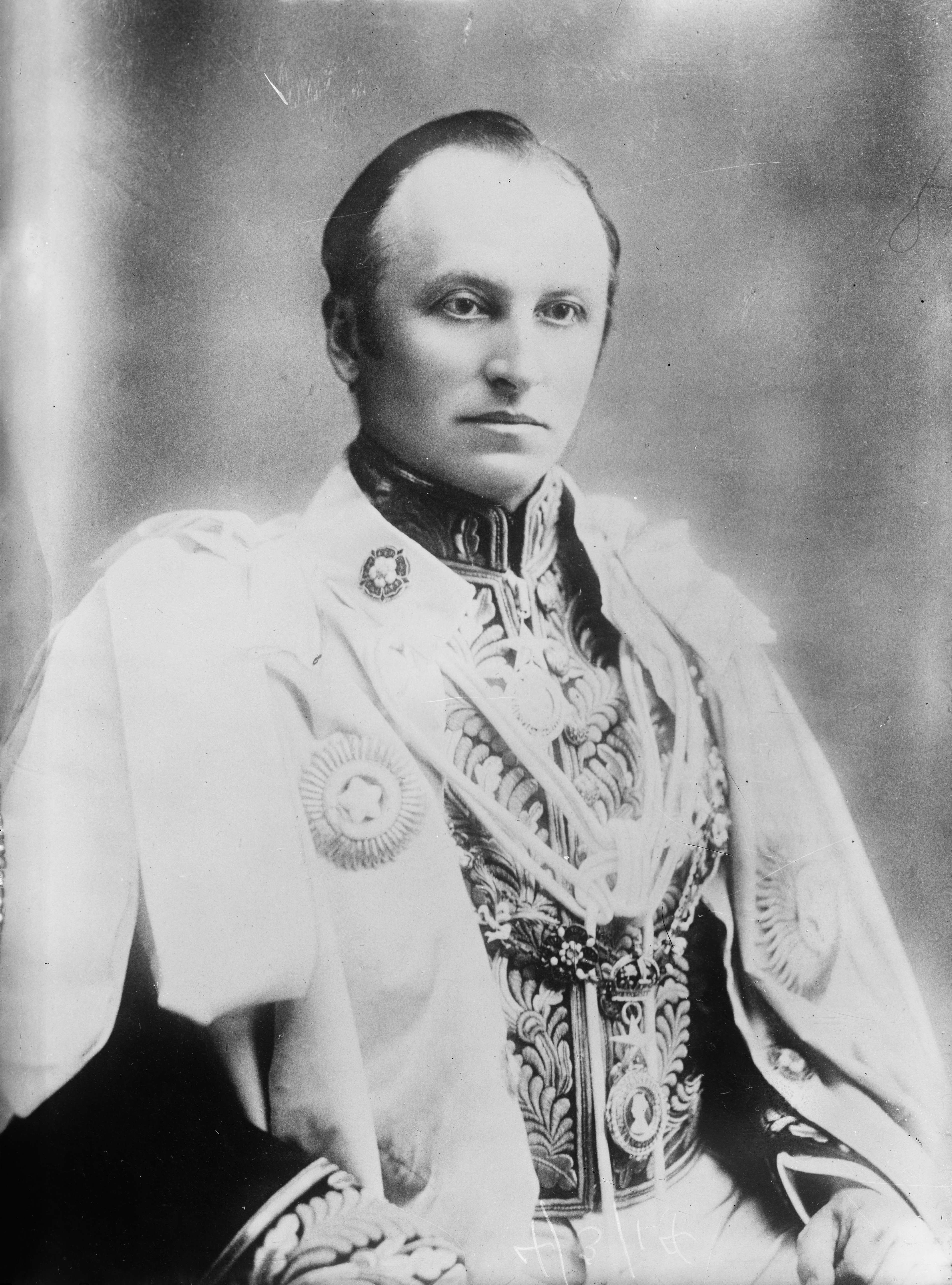
Il I lord Curzon di Kedleston, pari rappresentante irlandese dal 1908 al 1925.

| Pari rappresentante                             | Elezione          | Rimpiazzante                                    | Morte             |
| ----------------------------------------------- | ----------------- | ----------------------------------------------- | ----------------- |
| Robert Cuninghame, I barone Rossmore            | 2 agosto 1800     |                                                 | 5 agosto 1801     |
| Robert Clements, I conte di Leitrim             | 2 agosto 1800     |                                                 | 27 luglio 1804    |
| Otway Cuffe, I conte di Desart                  | 2 agosto 1800     |                                                 | 9 agosto 1804     |
| Francis Mathew, I conte Landaff                 | 2 agosto 1800     |                                                 | 30 luglio 1806    |
| Laurence Parsons, I conte di Rosse              | 2 agosto 1800     |                                                 | 20 aprile 1807    |
| John de Burgh, XIII conte di Clanricarde        | 2 agosto 1800     |                                                 | 27 luglio 1808    |
| John Browne, I marchese di Sligo                | 2 agosto 1800     |                                                 | 2 gennaio 1809    |
| Charles Agar, I conte di Normanton              | 2 agosto 1800     |                                                 | 14 luglio 1809    |
| Richard Longfield, I barone Longueville         | 2 agosto 1800     |                                                 | 23 maggio 1811    |
| George Frederick Nugent, VII conte di Westmeath | 2 agosto 1800     |                                                 | 30 dicembre 1814  |
| John Crosbie, II conte di Glandore              | 2 agosto 1800     |                                                 | 23 ottobre 1815   |
| Robert Howard, II conte di Wicklow              | 2 agosto 1800     |                                                 | 23 ottobre 1815   |
| George Agar, I barone Callan                    | 2 agosto 1800     |                                                 | 29 ottobre 1815   |
| Thomas Knox, I visconte Northland               | 2 agosto 1800     |                                                 | 5 novembre 1818   |
| Richard Butler, I conte di Glengall             | 2 agosto 1800     |                                                 | 30 gennaio 1819   |
| Robert Jocelyn, II conte di Roden               | 2 agosto 1800     |                                                 | 29 giugno 1820    |
| Robert Stewart, I marchese di Londonderry       | 2 agosto 1800     |                                                 | 6 aprile 1821     |
| James Cuffe, I barone Tyrawley                  | 2 agosto 1800     |                                                 | 15 giugno 1821    |
| Richard Hely-Hutchinson, I conte di Donoughmore | 2 agosto 1800     |                                                 | 22 agosto 1825    |
| Hugh Carleton, I visconte Carleton              | 2 agosto 1800     |                                                 | 25 febbraio 1826  |
| John Creighton, I conte Erne                    | 2 agosto 1800     |                                                 | 15 settembre 1828 |
| Thomas Taylour, I marchese di Headfort          | 2 agosto 1800     |                                                 | 24 ottobre 1829   |
| Francis Bernard, I conte di Bandon              | 2 agosto 1800     |                                                 | 26 novembre 1830  |
| Henry Conyngham, I marchese Conyngham           | 2 agosto 1800     |                                                 | 28 dicembre 1832  |
| Thomas Pakenham, II conte di Longford           | 2 agosto 1800     |                                                 | 24 maggio 1835    |
| Richard Bingham, II conte di Lucan              | 2 agosto 1800     |                                                 | 30 giugno 1839    |
| Charles O'Neill, I conte O'Neill                | 2 agosto 1800     |                                                 | 25 marzo 1841     |
| Edmund Pery, I conte di Limerick                | 2 agosto 1800     |                                                 | 7 dicembre 1844   |
| Charles Bury, I conte di Charleville            | 2 novembre 1801   | Robert Cuninghame, I barone Rossmore            | 31 ottobre 1835   |
| John Cole, II conte di Enniskillen              | 13 ottobre 1804   | Robert Clements, I conte di Leitrim             | 31 marzo 1840     |
| Du Pre Alexander, II conte di Caledon           | 26 novembre 1804  | Otway Cuffe, I conte di Desart                  | 8 aprile 1839     |
| Francis Caulfeild, II conte di Charlemont       | 12 dicembre 1806  | Francis Matthew, I conte Landaff                | 26 dicembre 1863  |
| George King, III conte di Kingston              | 11 luglio 1807    | Laurence Parsons, I conte di Rosse              | 18 ottobre 1839   |
| Richard Trench, II conte di Clancarty           | 16 dicembre 1808  | John de Burgh, XIII conte di Clanricarde        | 24 novembre 1837  |
| Charles Gardiner, I conte di Blessington        | 15 aprile 1809    | John Browne, I marchese di Sligo                | 25 maggio 1829    |
| Lawrence Parsons, II conte di Rosse             | 22 ottobre 1809   | Charles Agar, I conte di Normanton              | 24 febbraio 1841  |
| Archibald Acheson, II conte di Gosford          | 19 August 1811    | Richard Longfield, I visconte Longueville       | 27 marzo 1849     |
| Stephen Moore, II conte Mount Cashell           | 24 marzo 1815     | George Nugent, VII conte di Westmeath           | 27 ottobre 1822   |
| John Maxwell, II conte di Farnham               | 2 marzo 1816      | John Crosbie, II conte di Glandore              | 23 luglio 1823    |
| John Bourke, IV conte di Mayo                   | 2 marzo 1816      | Robert Howard, II conte di Wicklow              | 23 maggio 1849    |
| William O'Brien, II marchese di Thomond         | 2 marzo 1816      | George Agar, I barone Callan                    | 21 agosto 1846    |
| Somerset Butler, III conte di Carrick           | 13 marzo 1819     | Thomas Knox, I visconte Northland               | 4 febbraio 1838   |
| Somerset Lowry-Corry, II conte Belmore          | 5 maggio 1819     | Richard Butler, I conte di Glengall             | 18 aprile 1841    |
| James Blackwood, II barone Dufferin             | 7 ottobre 1820    | Robert Jocelyn, II conte di Roden               | 8 agosto 1836     |
| Richard Wingfield, V visconte Powerscourt       | 3 agosto 1821     | Robert Stewart, I marchese di Londonderry       | 9 agosto 1823     |
| William Howard, IV conte di Wicklow             | 10 novembre 1821  | Charles O'Hara, I barone Tyrawley               | 22 marzo 1869     |
| Robert King, I visconte Lorton                  | 8 febbraio 1823   | Stephen Moore, II conte Mount Cashell           | 20 novembre 1854  |
| John Evans-Freke, VI barone Carbery             | 30 gennaio 1824   | John Maxwell, II conte di Farnham               | 12 maggio 1845    |
| Charles Vereker, II visconte Gort               | 30 gennaio 1824   | Richard Wingfield, V visconte Powerscourt       | 11 novembre 1842  |
| John Maxwell-Barry, V barone Farnham            | 17 dicembre 1825  | Richard Hely-Hutchinson, I conte di Donoughmore | 20 settembre 1838 |
| Stephen Moore, III conte Mount Cashell          | 1 luglio 1826     | Hugh Carleton, I visconte Carleton              | 10 ottobre 1883   |
| Henry Prittie, II barone Dunalley               | 19 dicembre 1828  | John Creighton, I conte Erne                    | 19 ottobre 1854   |
| Richard Butler, II conte di Glengall            | 1 settembre 1829  | Charles John Gardiner, I conte di Blessington   | 22 giugno 1858    |
| Hayes St Leger, III visconte Doneraile          | 15 marzo 1830     | Thomas Taylour, I marchese di Headfort          | 27 marzo 1854     |
| George Nugent, I marchese di Westmeath          | 26 febbraio 1831  | Francis Bernard, I conte di Bandon              | 5 maggio 1871     |
| Ulysses Burgh, II barone Downes                 | 30 marzo 1833     | Henry Conyngham, I marchese Conyngham           | 26 luglio 1863    |
| James Bernard, II conte di Bandon               | 31 luglio 1835    | Thomas Pakenham, II conte di Longford           | 31 ottobre 1856   |
| Edward Plunkett, XIV barone Dunsany             | 18 gennaio 1836   | Charles Bury, I conte di Charleville            | 11 dicembre 1848  |
| Cornwallis Maude, III visconte Hawarden         | 31 ottobre 1836   | James Stevenson Blackwood, II barone Dufferin   | 12 ottobre 1856   |
| Robert Dillon, III barone Clonbrock             | 20 febbraio 1838  | Richard Le Poer Trench, II conte di Clancarty   | 4 dicembre 1893   |
| Charles Bury, II conte di Charleville           | 13 aprile 1838    | Somerset Richard Butler, III conte di Carrick   | 14 luglio 1851    |
| John Vesey, II visconte di Vesci                | 19 January 1839   | John Maxwell-Barry, V barone Farnham            | 19 ottobre 1855   |
| Henry Maxwell, VII barone Farnham               | 2 luglio 1839     | Du Pre Alexander, II conte di Caledon           | 20 agosto 1868    |
| Windham Quin, II conte di Dunraven e Mount-Earl | 21 settembre 1839 | Richard Bingham, II conte di Lucan              | 6 agosto 1850     |
| Edward Crofton, II barone Crofton               | 21 gennaio 1840   | George King, III conte di Kingston              | 27 dicembre 1869  |
| George Bingham, III conte di Lucan              | 22 giugno 1840    | John Cole, II conte di Enniskillen              | 10 novembre 1888  |
| James Alexander, III conte di Caledon           | 8 maggio 1841     | Lawence Parsons, II conte di Rosse              | 30 agosto 1855    |
| Cadwallader Blayney, XII barone Blayney         | 12 giugno 1841    | Charles O'Neill, I conte O'Neill                | 18 gennaio 1874   |
| Richard Handcock, III barone Castlemaine        | 6 luglio 1841     | Somerset Lowry-Corry, II conte Belmore          | 4 luglio 1869     |
| John O'Neill, III visconte O'Neill              | 31 gennaio 1843   | Charles Vereker, II visconte Gort               | 12 febbraio 1855  |
| William Parsons, III conte di Rosse             | 24 gennaio 1845   | Edmund Henry Percy, I conte di Limerick         | 31 ottobre 1867   |
| John Crichton, III conte Erne                   | 24 luglio 1845    | John Evans-Freke, VI barone Carbery             | 3 ottobre 1885    |
| John Cuffe, III conte di Desart                 | 11 dicembre 1846  | William O'Brien, II marchese di Thomond         | 1 aprile 1865     |
| Eyre Massey, III barone Clarina                 | 16 aprile 1849    | Edward Plunkett, XIV barone Dunsany             | 18 novembre 1872  |
| John Browne, III barone Kilmaine                | 22 giugno 1849    | Archibald Acheson, II conte di Gosford          | 13 gennaio 1873   |
| George Butler, V conte di Lanesborough          | 14 agosto 1849    | John Bourke, IV conte di Mayo                   | 7 luglio 1866     |

### 1850–1900
| Pari rappresentante                                  | Elezione          | Rimpiazzante                                    | Morte             |
| ---------------------------------------------------- | ----------------- | ----------------------------------------------- | ----------------- |
| Randall Plunkett, XV barone Dunsany                  | 19 novembre 1850  | Windham Quin, II conte di Dunraven e Mount-Earl | 7 aprile 1852     |
| Denis Daly, II barone Dunsandle e Clanconal          | 23 settembre 1851 | Charles Bury, II conte di Charleville           | 11 gennaio 1893   |
| Robert Bourke, V conte di Mayo                       | 22 giugno 1852    | Randall Edward Plunkett, XV barone Dunsany      | 12 agosto 1867    |
| Richard White, II conte di Bantry                    | 1 luglio 1854     | Hayes St Leger, III visconte Doneraile          | 16 luglio 1868    |
| Edward Ward, IV visconte Bangor                      | 9 gennaio 1855    | Henry Prittie, II barone Dunalley               | 14 settembre 1881 |
| Hayes St Leger, IV visconte Doneraile                | 2 maggio 1855     | Robert King, I visconte Lorton                  | 26 agosto 1887    |
| Mark Trevor, III visconte Dungannon                  | 11 settembre 1855 | John O'Neill, III visconte O'Neill              | 11 agosto 1862    |
| Henry Dawson-Damer, III conte di Portarlington       | 24 ottobre 1855   | James Alexander, III conte di Caledon           | 1 marzo 1889      |
| James Hewitt, IV visconte Lifford                    | 23 gennaio 1856   | John Vesey, II visconte de Vesci                | 20 novembre 1887  |
| Thomas Vesey, III visconte de Vesci                  | 10 gennaio 1857   | Cornwallis Maude, III visconte Hawarden         | 23 dicembre 1875  |
| Somerset Lowry-Corry, IV conte Belmore               | 13 gennaio 1857   | James Bernard, II conte di Bandon               | 6 aprile 1913     |
| Francis Bernard, III conte di Bandon                 | 21 agosto 1858    | Richard Butler, II conte di Glengall            | 17 febbraio 1877  |
| Cornwallis Maude, I conte de Montalt                 | 2 dicembre 1862   | Mark Trevor, III visconte Dungannon             | 9 gennaio 1905    |
| Lucius O'Brien, XIII barone Inchiquin                | 20 ottobre 1863   | Ulysses Burgh, II barone Downes                 | 22 marzo 1872     |
| Edward Plunkett, XVI barone Dunsany                  | 8 marzo 1864      | Francis Caulfeild, II conte di Charlemont       | 22 febbraio 1889  |
| John Vereker, III visconte Gort                      | 13 giugno 1865    | John Cuffe, III conte di Desart                 | 20 ottobre 1865   |
| Mervyn Wingfield, VII visconte Powerscourt           | 26 dicembre 1865  | John Vereker, III visconte Gort                 | 5 giugno 1904     |
| George Upton, III visconte Templetown                | 14 settembre 1866 | George Butler, V conte di Lanesborough          | 4 gennaio 1890    |
| William Annesley, IV conte di Annesley               | 15 ottobre 1867   | Robert Bourke, V conte di Mayo                  | 10 agosto 1874    |
| Theobald Butler, XIV barone Dunboyne                 | 11 gennaio 1868   | William Parsons, III conte di Rosse             | 22 marzo 1881     |
| Charles Allanson-Winn, III barone Headley            | 28 settembre 1868 | Richard White, II conte di Bantry               | 30 luglio 1877    |
| Lawrence Parsons, IV conte di Rosse                  | 22 dicembre 1868  | Henry Maxwell, VII barone Farnham               | 29 agosto 1908    |
| William Hedges-White, III conte di Bantry            | 6 luglio 1869     | William Howard, IV conte di Wicklow             | 15 gennaio 1884   |
| Geoffrey Guthrie-Browne, II barone Oranmore e Browne | 6 settembre 1869  | Richard Handcock, III barone Castlemaine        | 15 novembre 1900  |
| John Butler, VI conte di Lanesborough                | 5 aprile 1870     | Edward Crofton, II barone Crofton               | 12 settembre 1905 |
| Dayrolles Eveleigh-de-Moleyns, IV barone Ventry      | 10 luglio 1871    | George Nugent, I marchese di Westmeath          | 8 febbraio 1914   |
| Charles Howard, V conte di Wicklow                   | 19 giugno 1872    | Lucius O'Brien, XIII barone Inchiquin           | 20 giugno 1881    |
| Edward Crofton, III barone Crofton                   | 11 febbraio 1873  | Eyre Massey, III barone Clarina                 | 22 settembre 1912 |
| Edward O'Brien, XIV barone Inchiquin                 | 5 aprile 1873     | John Browne, III barone Kilmaine                | 9 aprile 1900     |
| Richard Handcock, IV barone Castlemaine              | 9 maggio 1874     | Cadwallader Blayney, XII barone Blayney         | 26 aprile 1892    |
| John Scott, IV conte di Clonmell                     | 10 novembre 1874  | William Annesley, IV conte di Annesley          | 22 giugno 1891    |
| John Massy, VI barone Massy                          | 14 marzo 1876     | Thomas Vesey, III visconte de Vesci             | 28 novembre 1915  |
| Hugh Annesley, V conte di Annesley                   | 28 aprile 1877    | Francis Bernard, III conte di Bandon            | 15 dicembre 1908  |
| James Alexander, IV conte di Caledon                 | 30 ottobre 1877   | Charles Allanson-Winn, III barone Headley       | 27 aprile 1898    |
| James Bernard, IV conte di Bandon                    | 6 giugno 1881     | Theobald Butler, XIV barone Dunboyne            | 18 maggio 1924    |
| Edward Leeson, VI conte di Milltown                  | 23 agosto 1881    | Charles Howard, V conte di Wicklow              | 30 maggio 1890    |
| Francis Needham, III conte di Kilmorey               | 31 dicembre 1881  | Edward Ward, IV visconte Bangor                 | 28 luglio 1915    |
| Charles Allanson-Winn, IV barone Headley             | 20 dicembre 1883  | Stephen Moore, III conte Mount Cashell          | 13 gennaio 1913   |
| Hercules Rowley, IV barone Langford                  | 14 marzo 1884     | William Hedges-White, III conte di Bantry       | 29 ottobre 1919   |
| Henry Ward, V visconte Bangor                        | 12 gennaio 1886   | John Crichton, III conte Erne                   | 23 febbraio 1911  |
| Henry Newcomen King-Tenison, VIII conte di Kingston  | 24 ottobre 1887   | Hayes St Leger, IV visconte Doneraile           | 13 gennaio 1896   |
| Cecil Howard, VI conte di Wicklow                    | 23 gennaio 1888   | James Hewitt, IV visconte Lifford               | 24 luglio 1891    |
| Eyre Massey, IV barone Clarina                       | 31 dicembre 1888  | George Bingham, III conte di Lucan              | 16 dicembre 1897  |
| Thomas McClintock-Bunbury, II barone Rathdonnell     | 8 aprile 1889     | Edward Plunkett, XVI barone Dunsany             | 22 maggio 1929    |
| Charles Bingham, IV conte di Lucan                   | 19 aprile 1889    | Henry Dawson-Damer, III conte di Portarlington  | 5 giugno 1914     |
| Francis Browne, IV barone Kilmaine                   | 21 febbraio 1890  | George Upton, III visconte Templetown           | 9 novembre 1907   |
| Dermot Bourke, VII conte di Mayo                     | 14 July 1890      | Edward Leeson, VI conte di Milltown             | 31 dicembre 1927  |
| William Evans-Freke, VIII barone Carbery             | 3 agosto 1891     | John Scott, IV conte di Clonmell                | 7 novembre 1894   |
| Henry Prittie, IV barone Dunalley                    | 9 ottobre 1891    | Cecil Howard, VI conte di Wicklow               | 5 agosto 1927     |
| Hamilton Deane-Morgan, IV barone Muskerry            | 13 giugno 1892    | Richard Handcock, IV barone Castlemaine         | 9 giugno 1929     |
| John Plunkett, XVII barone Dunsany                   | 6 marzo 1893      | Denis Daly, II barone Dunsandle e Clanconal     | 16 gennaio 1899   |
| Henry Upton, IV visconte Templetown                  | 29 gennaio 1894   | Robert Dillon, III barone Clonbrock             | 30 settembre 1939 |
| Luke Dillon, IV barone Clonbrock                     | 21 gennaio 1895   | William Evans-Freke, VIII barone Carbery        | 12 maggio 1917    |
| George Dawson-Damer, V conte di Portarlington        | 20 marzo 1896     | Henry King-Tenison, VIII conte di Kingston      | 31 agosto 1900    |
| Albert Handcock, V barone Castlemaine                | 7 marzo 1898      | Eyre Massey, IV barone Clarina                  | 6 luglio 1937     |
| Somerset Maxwell, X barone Farnham                   | 22 luglio 1898    | James Alexander, IV conte di Caledon            | 22 novembre 1900  |
| Ponsonby Moore, IX conte di Drogheda                 | 31 marzo 1899     | John Plunkett, XVII barone Dunsany              | 28 ottobre 1908   |

### 1900–1919
| Pari rappresentante                                           | Elezione          | Rimpiazzante                                                  | Morte            |
| ------------------------------------------------------------- | ----------------- | ------------------------------------------------------------- | ---------------- |
| Reymond de Montmorency, III visconte Frankfort de Montmorency | 5 giugno 1900     | Edward O'Brien, XIV barone Inchiquin                          | 7 maggio 1902    |
| Lucius O'Brien, XV barone Inchiquin                           | 23 novembre 1900  | George Dawson-Damer, V conte di Portarlington                 | 9 dicembre 1929  |
| Robert Butler, XVI barone Dunboyne                            | 4 gennaio 1901    | Geoffrey Guthrie-Browne, II barone Oranmore e Browne          | 29 agosto 1913   |
| Anthony Nugent, XI conte di Westmeath                         | 4 febbraio 1901   | Somerset Maxwell, X barone Farnham                            | 12 dicembre 1933 |
| Geoffrey Browne, III barone Oranmore e Browne                 | 11 luglio 1902    | Reymond de Montmorency, III visconte Frankfort de Montmorency | 30 giugno 1927   |
| Charles Bellew, III barone Bellew                             | 1 agosto 1904     | Mervyn Wingfield, VII visconte Powerscourt                    | 15 luglio 1911   |
| Ivo Bligh, VIII conte di Darnley                              | 10 marzo 1905     | Cornwallis Maude, I conte de Montalt                          | 10 aprile 1927   |
| Ralph Howard, VII conte di Wicklow                            | 27 novembre 1905  | John Butler, VI conte di Lanesborough                         | 11 ottobre 1946  |
| George Curzon, I marchese Curzon di Kedleston                 | 21 gennaio 1908   | Francis Browne, IV barone Kilmaine                            | 20 marzo 1925    |
| Frederic Trench, III barone Ashtown                           | 4 novembre 1908   | Lawrence Parsons, IV conte di Rosse                           | (20 marzo 1946)† |
| Arthur Maxwell, XI barone Farnham                             | 18 dicembre 1908  | Ponsonby Moore, IX conte di Drogheda                          | 5 febbraio 1957  |
| Yvo Vesey, V visconte de Vesci                                | 13 febbraio 1909  | Hugh Annesley, V conte di Annesley                            | 16 agosto 1958   |
| John Browne, V barone Kilmaine                                | 14 aprile 1911    | Henry Ward, V visconte Bangor                                 | 27 agosto 1946   |
| William Parsons, V conte di Rosse                             | 9 ottobre 1911    | Charles Bellew, III barone Bellew                             | 10 giugno 1918   |
| John Beresford, V barone Baron Decies                         | 18 novembre 1912  | Edward Crofton, III barone Crofton                            | 31 gennaio 1944  |
| Maxwell Ward, VI visconte Bangor                              | 7 marzo 1913      | Charles Allanson-Winn, IV barone Headley                      | 17 novembre 1950 |
| Charles Butler, VII conte di Lanesborough                     | 2 giugno 1913     | Somerset Lowry-Corry, IV conte Belmore                        | 18 agosto 1929   |
| Henry Moore, X conte di Drogheda                              | 21 novembre 1913  | Robert Butler, XVI barone Dunboyne                            | 22 novembre 1957 |
| George Bellew-Bryan, IV barone Bellew                         | 20 aprile 1914    | Dayrolles Eveleigh-de-Moleyns, Iv barone Ventry               | 15 giugno 1935   |
| George Bingham, V conte di Lucan                              | 10 agosto 1914    | Charles Bingham, IV conte di Lucan                            | 20 aprile 1949   |
| Rudolph Lambart, X conte di Cavan                             | 24 settembre 1915 | Francis Needham, III conte di Kilmorey                        | 28 agosto 1946   |
| Arthur Crofton, IV barone Crofton                             | 10 gennaio 1916   | Frederic Trench, III barone Ashtown                           | 15 giugno 1942   |
| Francis Needham, IV conte di Kilmorey                         | 14 febbraio 1916  | John Massy, VI barone Massy                                   | 11 gennaio 1961  |
| Henry King-Tenison, IX conte di Kingston                      | 13 luglio 1917    | Luke Dillon, IV barone Clonbrock                              | 11 gennaio 1946  |
| James Caulfeild, VIII visconte Charlemont                     | 19 agosto 1918    | William Parsons, V conte di Rosse                             | 30 agosto 1949   |
| Robert Jocelyn, VIII conte di Roden                           | 22 dicembre 1919  | Hercules Rowley, IV barone Langford                           | 30 ottobre 1956  |